# Cancha Larga
Es un caserío ubicado en la parte norte de la comuna de Osorno
Aquí se encuentra la Escuela Rural Cancha Larga. En el año 2014 celebró 50 años de existencia junto a la comunidad escolar. Esta escuela trabaja la interculturalidad con el pueblo mapuche-huilliche y la enseñanza de la lengua y cultura del pueblo huilliche.
En el año 2013, la escuela hizo noticia en los medios y redes sociales tras la movilización de la comunidad escolar contra el alcalde por la falta de transporte para los niños.

## Accesibilidad y transporte
Se accede a él por la Ruta U-22 y se encuentra a 35,2 km de Osorno y a 6,9 km de Quilacahuín por la ruta U-234.